# おんなみち
『おんなみち』は、平岩弓枝原作のテレビドラマ。TBSが製作したものとフジテレビが製作したものの2種類がある。

## TBS版
1969年4月7日から同年8月4日まで放送。全18話。放送時間は毎週月曜 21:00 - 21:30 （日本標準時）。

### 出演者
- 樫山文枝
- 清水絋治
- 岸田森
- 伊志井寛
- 中村俊一
- 小夜福子
- 太地喜和子
- 山本学
- ほか

### スタッフ
- 原作：平岩弓枝
- 脚本：平岩弓枝
- 演出：鈴木淳生
- プロデューサー：石井ふく子
- 制作：TBS

## フジテレビ版
1977年5月30日から同年7月29日まで『お昼のテレビ小説』枠で放送。全45話。

### 出演者
- 高田美和
- 嵐圭史
- 萩生田千清子
- 堀雄二

### スタッフ
- 原作：平岩弓枝
- 脚本：石森史郎
- 制作：フジテレビ